# Tombe Z

Plattegrond van de tombe van Djet

Tombe Z is de wetenschappelijke aanduiding voor de mastaba, een type graftombe, van de farao Hor Djer van de 1e dynastie van Egypte in Umm el-Qaab.

## De tombe
De tombe is gelegen in de plaats Umm el-Qa'ab vlak bij Abydos. Het ligt naast die van Djer, de vader van Djet.
Rondom de tombe liggen 174 graven. De meeste zijn gevuld met overblijfselen van mensen die naar men vermoedt werden geofferd om de koning te vergezellen na de dood. 
In de tombe werd gevonden:
- De beroemde stèle met daarop de horusnaam van de koning, een kronkelende slang met een valk erop. De stele met de Horusnaam toont de typerende Egyptische stijl en laat zien dat de stijl al volledig was ontwikkeld in de tijd. Deze stele werd ontdekt in 1904 door Émile Amélineau en wordt tentoongesteld in het Louvre Museum.
- Een ceremoniële kam[1] met de god Horus in een hemelbark en de naam van de koning. Deze wordt tegenwoordig tentoongesteld in het Egyptisch museum te Caïro. Het is de eerste voorbeeld van voorstelling van de hemel gesymboliseerd door een valk. De vleugels dragen de bark van Sokar, onder de hemelse bark zijn twee Was-scepters te zien en een Anch-teken.
- Koperen gereedschap
- Potten

Er is bewijs dat de tombe van Djer in de oudheid werd verbrand, alsook andere tombes in Umm el-Qa'ab. De tombes werden later gerenoveerd omdat ze werden geassocieerd met de cultus van Osiris.